# Chorisoneura surinama
Chorisoneura surinama es una especie de cucaracha del género Chorisoneura, familia Ectobiidae. Fue descrita científicamente por Saussure en 1868.
Habita en Surinam y Guayana Francesa.